# Ditmar I. (Corvey)
Ditmar I. († 1001; auch Thiatmarus, Thetmarus, Tedmarus) war von 983 bis 1001 Abt von Corvey.
Er stammte aus einer vornehmen sächsischen Familie, die möglicherweise zum Stamm der Grafen von Walbeck gehörte. Otto III. kam 987 nach Corvey und bestätigte alte Rechte.
Zu seiner Zeit erhielt Corvey die Bulle von Johannes XV. Danach wurde die Unabhängigkeit Corveys anerkannt. Der Abt nahm 992 an der Einweihung des Doms zu Halberstadt teil. Auch war er 995 auf der Synode von Gandersheim anwesend. In der Klosterkirche von Corvey ließ er sechs eiserne Säulen errichten, auch ließ er die Glocke Cantabona gießen. Außerdem hat er einen wagenradgroßen Kronleuchter aus vergoldetem Kupfer für die Kirche anfertigen lassen.
Zeitweise wurde er von den Mönchen als Heiliger verehrt. Abt Markward von Corvey ließ die Gebeine von Thiatmarus neben denen seines Vorgängers Ludolf vor dem Altar des heiligen Kreuzes in einem geschmückten Grabmal beisetzen. Bei Umbauten der Kirche im 17. Jahrhundert fand man ihre vergoldeten und geschmückten Särge.